# Abudefduf whitleyi
Abudefduf whitleyi es una especie de peces de la familia Pomacentridae en el orden de los Perciformes.

## Morfología
Los machos pueden llegar alcanzar los 14 cm de longitud total.

## Hábitat
Es un pez de mar.

## Distribución geográfica
Se encuentra en Australia, Mar del Coral y Nueva Caledonia.